# Đakovica
Đakovica (srbsko Ђаковица; albansko Gjakovë, Gjakova) je mesto na Kosovu. Leta 2005 je mesto imelo okoli 150.000 prebivalcev; večina od teh je Albancev.
V bližini se nahaja letališče Đakovica.